# Ешлін Крюгер
Ешлін Крюгер (англ. Ashlyn Krueger) — американська тенісистка, переможниця Відкритого чемпіонату США серед дівчат у парному розряді

## Фінали турнірів Туру WTA

### Одиночний розряд: 2 (1 титул, 1 поразка)
| Легенда       |
| ------------- |
| Grand Slam    |
| WTA 1000      |
| WTA 500 (0-1) |
| WTA 250 (1–0) |

| За покриттям |
| ------------ |
| Тверде (1–1) |
| Грунт (0–0)  |
| Трава (0–0)  |
| Килим (0–0)  |

| Результат | В–П | Дата     | Турнір              | Категорія | Поверхня | Супротивниця   | Рахунок       |
| --------- | --- | -------- | ------------------- | --------- | -------- | -------------- | ------------- |
| Перемога  | 1–0 | Вер 2023 | Japan Women's Open  | WTA 250   | Хард     | Чжу Лінь       | 6–3, 7–6(8–6) |
| Поразка   | 1–1 | Лют 2025 | Abu Dhabi Open, UAE | WTA 500   | Тверде   | Белінда Бенчич | 6–4, 1–6, 1–6 |

### Парний розряд: 1 (титул)
| Легенда          |
| ---------------- |
| Grand Slam (0–0) |
| WTA 1000 (0–0)   |
| WTA 500 (1–0)    |
| WTA 250 (0–0)    |

| Фінали за покриттям |
| ------------------- |
| Тверде (0–0)        |
| Ґрунт (1–0)         |
| Трава (0–0)         |
| Килим (0–0)         |

| Результат | В-П | Дата     | Турнір              | Категорія | Покриття | Партнер       | Опоненти                      | Рахунок          |
| --------- | --- | -------- | ------------------- | --------- | -------- | ------------- | ----------------------------- | ---------------- |
| Перемога  | 1–0 | Кві 2024 | Charleston Open, US | WTA 500   | Ґрунт    | Слоун Стівенс | Людмила Кіченок Надія Кіченок | 1–6, 6–3, [10–7] |

## Фінали турнірів WTA 125

### Одиночний розряд: 1 титул
| Результат | В–П | Дата     | Турнір              | Поверхня | Супротивниця  | Рахунок       |
| --------- | --- | -------- | ------------------- | -------- | ------------- | ------------- |
| Перемога  | 1–0 | Чер 2023 | Veneto Open, Італія | Трава    | Татьяна Марія | 3–6, 6–4, 7–5 |

### Парний розряд: 1 фінал
| Результат | В–П | Дата     | Турнір                   | Поверхня | Партнерка        | Супротивниці                      | Рахунок  |
| --------- | --- | -------- | ------------------------ | -------- | ---------------- | --------------------------------- | -------- |
| Поразка   | 0–1 | Жов 2022 | Abierto Tampico, Мексика | Хард     | Елізабет Мендлік | Тереза Мігалікова Алділа Сутджаді | 5–7, 2–6 |

## Юніорські турніри Великого шолома

### Парний розряд: 1 титул
| Результат | Рік  | Турнір  | Поверхня | Партнерка        | Супротивниці                  | Score            |
| --------- | ---- | ------- | -------- | ---------------- | ----------------------------- | ---------------- |
| Перемога  | 2021 | US Open | Хард     | Робін Монтгомері | Різ Брантмаєр Ельвіна Калієва | 5–7, 6–3, [10–4] |